# Hoverla
Hoverla (em ucraniano:  Говерла; em húngaro:  Hóvár) é a montanha mais alta da Ucrânia e dos Cárpatos Ucranianos, com 2 061 metros de altitude. Fica no raion de Verjovyno do oblast da Transcarpátia, fazendo parte do maciço de Chornohora (Montanhas Negras), subcordilheira dos Beskides, nos Cárpatos.